# Phlyctenosis gracilicornis
Phlyctenosis gracilicornis là một loài bọ cánh cứng trong họ Cerambycidae.